# Mosiera ophiticola
Mosiera ophiticola là một loài thực vật có hoa trong Họ Đào kim nương. Loài này được (Britton & P.Wilson) Bisse mô tả khoa học đầu tiên năm 1985.